# Flughafen Gao

i7
i11
i13
Der Flughafen Gao (auch Gao International Airport, IATA-Code: GAQ, ICAO-Code: GAGO) ist ein Verkehrsflughafen in Mali bei der Stadt Gao. Er liegt im östlichen Teil des Landes, etwa fünf Kilometer vom östlichen Ufer des Niger entfernt. Die Start- und Landebahn (L07/R25) ist asphaltiert und 2500 Meter lang bei einer Breite von 45 Metern. Parallel verläuft eine zweite unbefestigte Start- und Landebahn (R07/L25). Bei einem Bombenanschlag im Jahr 2016 wurde das Terminal schwer beschädigt. Danach fanden keine zivilen Flüge mehr statt. Im Herbst 2018 wird Gao unter anderem durch Air Algérie und Tunisair bedient.

## Zwischenfälle
- Am 12. Juli 1951 verunglückte eine Douglas DC-3/C-47B-35-DK der Französischen Luftstreitkräfte (Luftfahrzeugkennzeichen 980/F-RAMM) beim Start vom Flughafen Gao. Von den 17 Insassen kamen 8 ums Leben, die anderen neun überlebten schwer verletzt.[2]
- Am 24. Juli 1951 kam es bei einer Douglas DC-3-455 der Sabena (OO-CBA) während des Starts vom Flughafen Gao, Mali, zu einem Triebwerksausfall und Motorbrand. Während einer Rückkehrkurve in niedrigster Höhe berührte eine Tragflächenspitze den Boden, woraufhin es zum Aufschlag und Feuer kam. Durch ins Cockpit spritzende Hydraulikflüssigkeit war die Flugzeugführung zusätzlich erschwert gewesen. Alle drei Crewmitglieder des Frachtfluges starben, das Flugzeug wurde zerstört (siehe auch Flugunfall der Sabena bei Gao).[3]
- Am 17. März 1956 verunglückte eine Douglas DC-3/C-47 der Französischen Luftstreitkräfte (FrAF xxx) beim Start vom Flughafen Gao. Alle 8 Insassen kamen ums Leben.[4]
- Am 23. September 2023 überschoss eine Iljuschin Il-76 bei der Landung das Ende der Landebahn und fing Feuer. Nach vorläufigen Angaben befanden sich Söldner der Gruppe Wagner an Bord.[5]